# Gropen
Gropen is een plaats in de gemeente Lekeberg in het landschap Närke en de provincie Örebro län in Zweden. De plaats heeft 95 inwoners (2005) en een oppervlakte van 11 hectare. De rivier de Svartån loopt langs de plaats.

## Verkeer en vervoer
Bij de plaats loopt de Länsväg 204.
De plaats had vroeger een station aan de hier opgeheven spoorlijn Örebro - Svartå.